# IC 2991
IC 2991 — галактика типу Sbc (компактна витягнута спіральна галактика) у сузір'ї Діва.
Цей об'єкт міститься в оригінальній редакції індексного каталогу.